# Colonia El Rodeo
El Rodeo es una colonia del oriente de Ciudad de México y una de las 37 colonias que conforman Iztacalco. Abarca un área de 215 mil metros cuadrados y un perímetro de 2 mil 500 metros lineales ocupando el 0.93% de la superficie total de Iztacalco, con lo cual constituye la décima colonia más pequeña de esta.
Sus límites territoriales son al norte con Sur 12, al poniente con Eje 4 Oriente Río Churubusco, al sur con Río Amarillo y Río Altar y al oriente con Oriente 217. Las colonias circundantes son al norte y oriente con Agrícola Oriental; al poniente con Granjas México y Ex-Ejido de la Magdalena Mixhuca, al sur con Paseos de Churubusco y al suroriente con Real del Moral, estas dos últimas en colindancia con Iztapalapa.

## Demografía
La colonia El Rodeo tiene una población total de más de 5 mil habitantes en un área de 215 mil metros cuadrados, teniendo una densidad de 300 personas por hectárea. Es una colonia primordialmente habitacional con uso de suelo predominante mixto.
No se tiene registro de personas en marginación o pobreza extrema y las familias de clase socioeconómica media baja son mayoría, aunque también puede encontrarse de clase media.

## Servicios
La colonia cuenta con todos los servicios de urbanización (agua, electricidad, drenaje, alumbrado público, casillas de policía, etc.) además se encuentran en la colonia varias zonas escolares y un mercado público. Cuenta con varios parques de uso público, en especial el parque central considerado como el más grande de la zona.edit: no cuenta con ningún parque.

## Transporte
Si bien no se encuentra en el denominado primer cuadro del Distrito Federal, la colonia El Rodeo se encuentra bien comunicada ya que ubica en la intersección del Eje 4 Oriente Río Churubusco y el Eje 4 Sur Av. San Rafael Atlixco, donde también posee varias opciones de transporte público que facilitan el movimiento dentro de ella.
Asimismo, la estación El Rodeo de la Línea 2 del Metrobús de la Ciudad de México es la única que se encuentra en operación en la zona, sirviendo también para otras colonias cercanas.

## Problemática
Según autoridades delegacionales, la colonia presenta problemas con el suministro de agua, específicamente por ser una zona con servicio intermitente y por presentar mala calidad del agua suministrada. Además está clasificada como una zona de la delegación que presenta problemas de hacinamiento urbano y presencia de viviendas con materiales precarios, esto debido al nulo mantenimiento y abandono por las autoridades delegacionales ante los problemas geológicos y en parte, a los sismos ocurridos dentro de la capital mexicana.

## Geografía física

### Límites
| Noroeste: Granjas México Iztacalco                   | Norte: Agrícola Oriental Iztacalco   | Nordeste: Agrícola Oriental Iztacalco |
| Oeste: Granjas México Iztacalco                      |                                      | Este: Agrícola Oriental Iztacalco     |
| Suroeste: Ex-Ejido de la Magdalena Mixhuca Iztacalco | Sur: Paseos de Churubusco Iztapalapa | Sureste: Real del Moral Iztapalapa    |